# Diana Prieto
Diana Prieto Martín (Zaragoza 1983) es una fotógrafa española cofundadora de Madrid Street Art Project

## Trayectoria profesional
Licenciada en HIstoria del Arte en la Universidad de Zaragoza en los años 2001 al 2006. Università degli Studi di Firenze  2003 — 2004, realiza un Master en Gestión Cultural en la Universidad Carlos III de Madrid en los años 2007-2008.
Su proyecto más reconocido es Madrid Street Art Project consiste en una plataforma dedicada al arte urbano, creada con el fin de organizar, producir y comunicar proyectos y actividades relacionados con el arte urbano. Para lo cual Prieto creó dicho proyecto, lo puso en acción bajo su dirección, comunicación y organización de las diversas actividades generadas. Es un  medio para educar en la cultura visual colectiva. Mas información en este reportaje  Arte y cultura por los derechos humanos. Arte urbano. ¿Qué pintan aquí los derechos?
Fue seleccionada en el proyecto Oral memories, plataforma creada por la Sub dirección General de Promoción de las Bellas Artes del Ministerio de Educación, Cultura y Deporte Español con el fin de dar voz a los artistas emergentes y de media carrera españoles, para recoger sus opiniones acerca del mercado del arte y del proceso que siguen para el desarrollo de sus propios proyectos. Es  una plataforma Web que nació con el objetivo  de ayudar a la divulgación de los artistas participantes, tanto dentro como fuera de España.

## Actividades
Mediante el grafiti,  ocupar el espacio urbano desde el arte como una herramienta clave en la igualdad de género - UPV/EHU
Participa en la exposición de Videocreación española en torno al amor y el desamor, comisariada por Nekane Aramburu  con el título Todo cuanto amé formaba parte de ti.
Coordina la exposición del fotógrafo  Chema Madóz en el  Centro Andaluz de la Fotografía CAF
Diseño expositivo y diseño gráfico de la exposición de José María Sert en el Museo Nacional de Escultura de Valladolid
Instituto Cervantes 2012